# العشة (الجوف)
العشة هي إحدى قرى الجمهورية اليمنية. وهي تتبع جغرافيًا لمحافظة الجوف. وإداريًا لمديرية رجوزه. يبلغ تعداد سكانها 2033 نسمة حسب الإحصاء الذي جرى عام 2004.